# Вышегор (Ярцевский район)
Вышегор — деревня в Ярцевском районе Смоленской области России. Входит в состав Суетовского сельского поселения. Население — 3 жителя (2007 год). 
Расположена в центральной части области в 4 км к востоку от Ярцева, в 2 км южнее автодороги М1 «Беларусь». В 2 км юго-западнее деревни расположена железнодорожная станция Милохово на линии Москва — Минск.

## История
В годы Великой Отечественной войны деревня была оккупирована гитлеровскими войсками в июле 1941 года, освобождена в сентябре 1943 года.